# Sámuel Aladár
Sámuel Aladár (Nagyenyed, 1869. március 1. – Balavásár, 1926. február 27.) erdélyi magyar református lelkész és egyházi író.

## Életútja, munkássága
Elemi, gimnáziumi és teológiai tanulmányait Nagyenyeden végezte (1876–92). Előbb Kiskenden segédlelkész (1894), majd Nyárádselyén, végül Balavásáron rendes lelkész haláláig. 1922-től visszavonult az egyházi közélettől s csak gyülekezetének és irodalmi tanulmányainak élt.
Már teológus korában írt a Fővárosi Lapokba (Gróf Dessewffy József és a nyelvújítás. 1890; A nagyenyedi Magyar Társaság. 1891; Egy nagy ember házasélete. 1892); későbbi fontosabb közleményei: Hegedüs Sámuel mint moralista. 1893; Hegedüs Sámuel életrajza. 1894. 1898–1900 között az Erdélyi Protestáns Lapban (Bod Péter levele Cserei Mihályhoz; A selyei evangélikus református egyház története; Adalékok Kovács József nagyenyedi tanár életrajzához), a Protestáns Szemlében (A református lelkész a 17. században. 1918), az Ethnographiában (Kisküküllő vármegye református népének temetkezési szokásai. 1918/1–4.) közölt. Halála után, 1927-ben jelent meg a Református Szemlében Köpeczi Bodosi Sámuel élete és munkái c. tanulmánya (különnyomatban is).

## Kötetei
- Felsőcsernátoni Bod Péter élete és művei (Budapest, 1899);
- Egy kép a múltból (Budapest, 1904);
- A vallásoktatás alapvonalai (Kolozsvár, 1910);
- A református vallásoktatás alapvonalai (1915).